# バート (セサミストリート)
バート（英: Bert）は、公共放送サービスとHBOの子供向けテレビ番組『セサミストリート』に登場する黄色いマペットのキャラクターである。もともとフランク・オズが演じていた。
1997年からは、人形使いのエリック・ジェイコブソンがバートの主なパフォーマーとして段階的に登場している。『マペット・ショー』『マペットの夢みるハリウッド』『マペットめざせブロードウェイ!』などのマペットシリーズにも登場し、1972年9月14日にはアーニーと一緒に『The Flip Wilson Show』に出演し、物音をテーマにした「Clink, Clank」を歌った。ジェイコブソンは1994年にセサミストリートに参加した。
バートの年齢は49歳だが、『Sesame Street Live』の出演者であるテイラー・モーガンは、「私はただ、6歳か7歳のように考えるようにしているの。」と話している。同居人のアーニーとの漫才コンビは番組の目玉のひとつで、バートは世間知らずのアーニーのトラブルメーカーとして活躍している。

## 作品
劇中で歌うことが多いため、彼らの歌をスタジオ録音したアルバムが何枚か発売された。代表曲は「Doin' the Pigeon」。彼とアーニーは、それぞれ自分のビデオ『The Best of Ernie and Bert』と自分のアルバム『Bert and Ernie's Greatest Hits』を持っていた。しかし、アーニーだけは1970年9月に「Rubber Duckie」という曲で全米Billboard Hot 100チャートにランクインしている。

## キャスト

### オリジナル版
- フランク・オズ（1969年 - 2006年）
- エリック・ジェイコブソン（1997年 - 現在）

### 日本語吹替版
- 大塚芳忠（テレビスペシャル版）
- 牛山茂（ナンバーズ版）
- 落合弘治（NHK版、ユニバーサル・スタジオ・ジャパン、Youtube版）
- 内田泰喜（テレビ東京版、DVD版）